# Abaddon

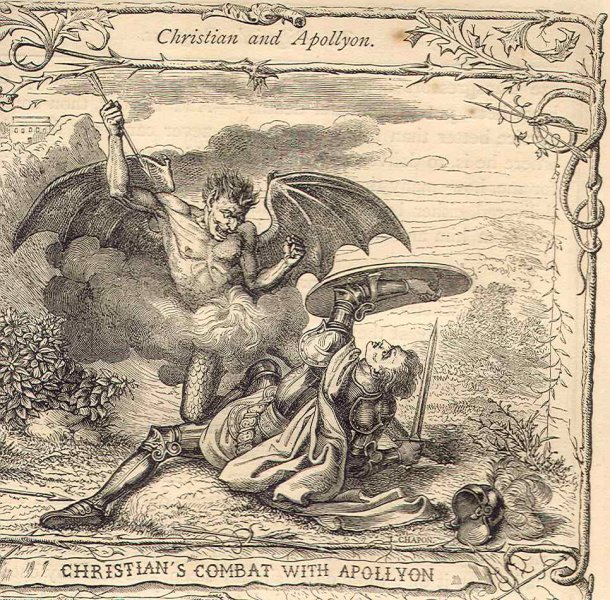
Apollyon im Kampf mit einem Christen aus The Pilgrim’s Progress von John Bunyan

Abaddon (hebräisch אֲבַדּוֹן, von hebr. abad „Untergang, Vertilgung, Abgrund“ über griech. abaton „Grube“) ist ein symbolischer Ort oder eine mythologische Figur der Bibel.
Schon im Alten Testament ist öfter die Rede von Abaddon, immer in engem Zusammenhang mit dem Scheol (Totenreich) (Hi 26,6 ; 28,22  und Ps 88,11 ). Abaddon wird hier als poetischer Ausdruck für die Unterwelt verwendet. In Hi 28,22  treten Abaddon und der Tod bereits als Redende auf.
Im Neuen Testament wird Abaddon personifiziert als ein Name für den „Engel des Abgrunds“ gebraucht (Offb 9,11 ): Die Offenbarung des Johannes berichtet, dass, nachdem der fünfte Engel des Endgerichts posaunte, ein vom Himmel gefallener „Stern“ (d. h. Engel) auftrat, dem der Schlüssel zum Brunnen des Abgrunds gegeben wurde. Dieser öffnete den Abgrund und aus seinem Rauch kamen Heuschrecken auf die Erde (Offb 9,1-3 ): „Und hatten über sich einen König, den Engel des Abgrunds, des Name heißt Abaddon, und auf Griechisch hat er den Namen Apollyon.“ (Offb 9,11)
Gegen Ende der Apokalypse ist dann die Rede von einem Engel, der den Schlüssel zum Abgrund hat und den Teufel hineinwirft (Offb 20 ).
Im Rabbinischen Judentum ist Abaddon ein Ort der Verdammnis und Strafort für Sünder.

## Deutungen
Der Bibeltext der Offenbarung des Johannes lässt verschiedene Interpretationen darüber zu, wer Abaddon sein könnte.
Nimmt man an, in Kapitel 9 und 20 sei stets Abaddon gemeint, besteht der Widerspruch, dass er selbst aus eben dem Abgrund kommt, in den er später den Teufel schließt. Von den Ansätzen, ihn aufzulösen, sind zwei verbreitet: Entweder ist Abaddon nicht derselbe Engel, der den Schlüssel bekam, oder beide Textstellen beziehen sich auf zwei verschiedene Engel (manche Exegeten sind der Ansicht, dass es sich bei dem Engel in Kapitel 20 um Michael, den Drachenbezwinger, handelt). Daraus ergibt sich auch, dass der Engel in Kapitel 9 der Satan, der Teufel ist und die seit der Sintflut gefangenen Dämonen freilässt, bis sie in Kapitel 20, am Anfang des tausendjährigen Reiches wieder und er und alle anderen zum 1. Mal dort für 1000 Jahre eingesperrt werden.
Schlüssig wäre allerdings auch die Auffassung, dass Abaddon beide Male im Auftrag Gottes straft: erst die Verführten, dann den Verführer (vgl. hierzu die differenzierte Rolle des Satans in der Bibel).
Okkultisten deuten Abaddon als mächtigen Dämon oder gar als den Satan selbst.
Andere bringen das Wort in der Apokalypse des Johannes mit einem König in Verbindung, der von dämonischen Mächten bestellt wurde.
Eine Minderheit, wie etwa die Zeugen Jehovas, nehmen aufgrund der Aussage (Offb 20,1–3 ), wo der Engel des Abgrunds den Teufel in diesen schleudert, an, dass der in Kapitel 9 vom Himmel gefallene Abaddon Jesus sei.